# The Little Shepherd of Kingdom Come (film 1961)
The Little Shepherd of Kingdom Come è un film del 1961 diretto da Andrew V. McLaglen.

## Produzione
Il film fu prodotto da Maury Dexter per l'Associated Producers (API).

### Luoghi delle riprese
- Big Bear Lake, Big Bear Valley, San Bernardino National Forest, California, USA
- Lexington, Kentucky, USA

## Distribuzione
Il film uscì nelle sale cinematografiche USA nel giugno 1961, distribuito dalla Twentieth Century Fox Film Corporation.

### Date di uscita
- USA	giugno 1961

Alias
- Ypo dyo simaias	Grecia

## Altre versioni
Il romanzo originale  (1903) di John Fox Jr. ha dato spunto a tre versioni cinematografiche:
- The Little Shepherd of Kingdom Come di Wallace Worsley
- The Little Shepherd of Kingdom Come di Alfred Santell (1928) (romanzo)
- The Little Shepherd of Kingdom Come di Andrew V. McLaglen (1961) (storia)